# Liste de produits de Casio computer
La présente liste recense les produits de la marque Casio computer.

## Liste des calculatrices

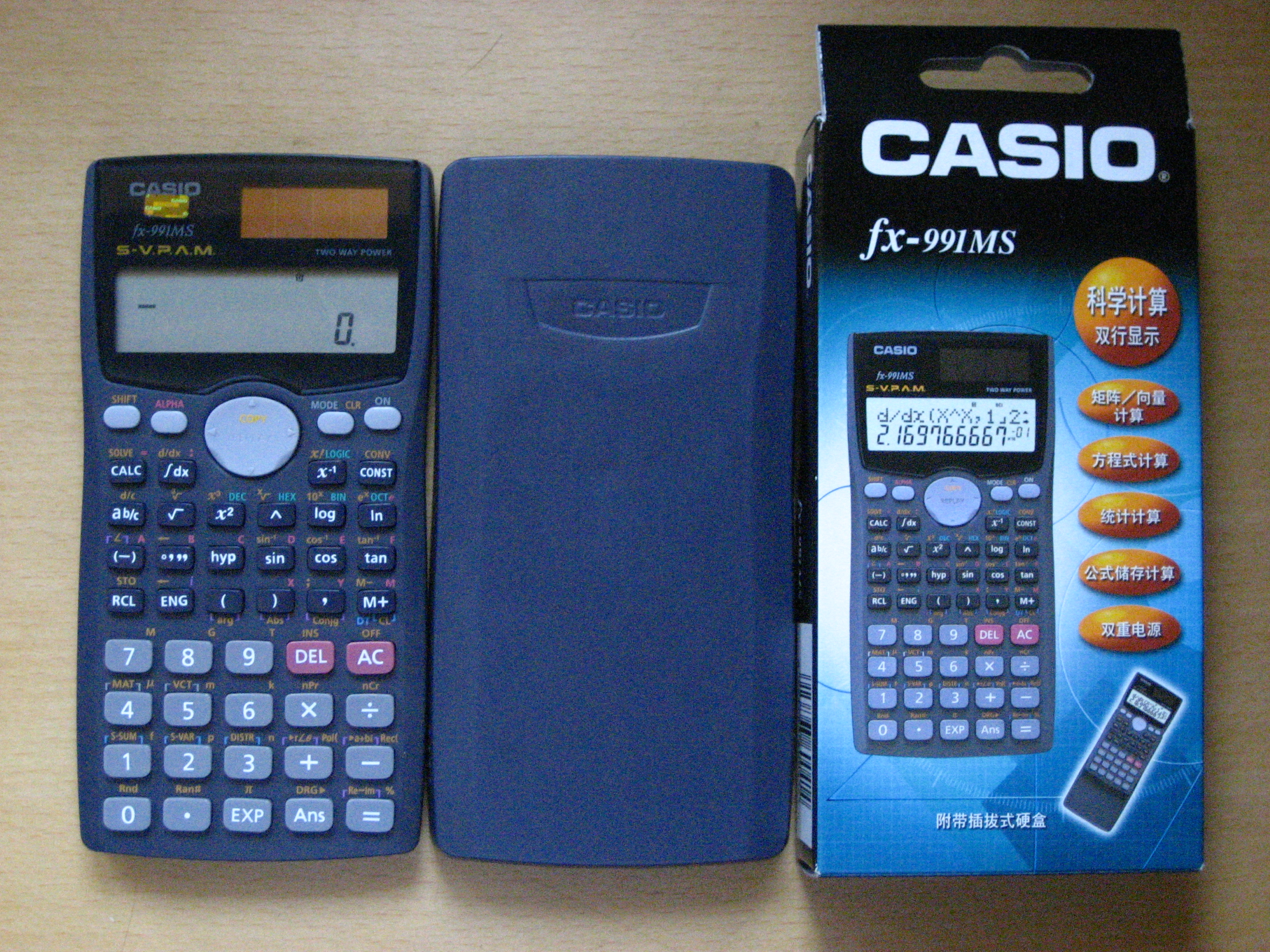
Casio fx-991MS
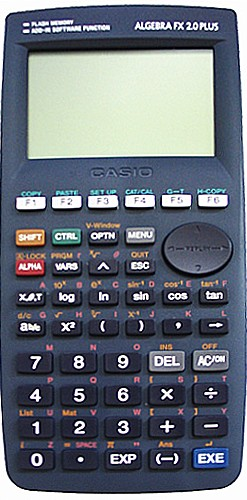
Casio Algebra FX 2.0 Plus
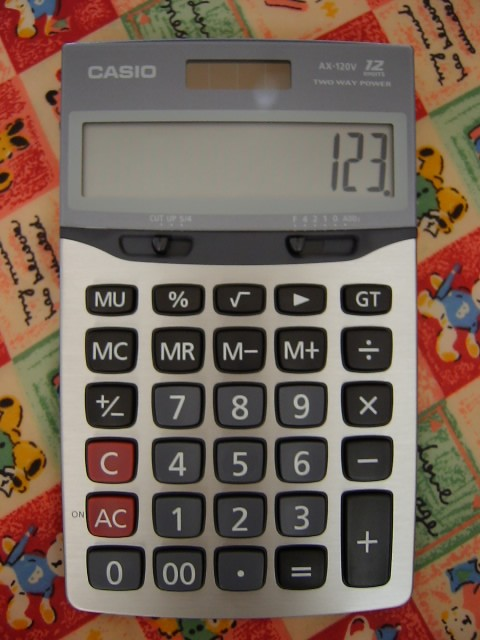
Casio AX-120V
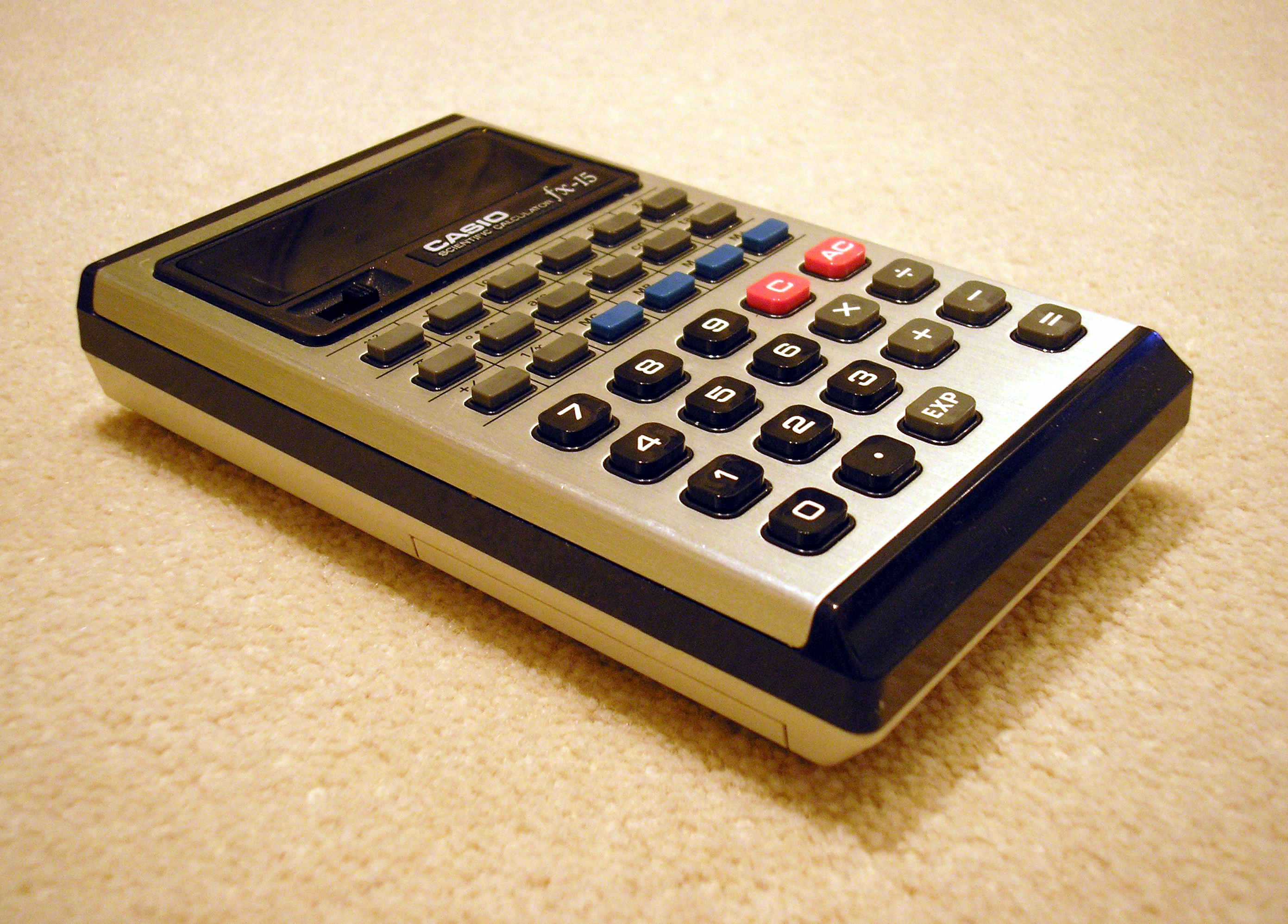
Casio fx-15

### Calculatrices scientifiques et graphiques
- Casio CFX-9960GT
- Casio Fx-Junior
- Casio Fx-702P
- Casio Fx-850P
- Casio Fx-92
- Casio FX 92 Collège 2D
- Casio FX 92 Collège 2D+
- casio FX 92 Collège
- Casio Fx-92 College B
- Super Fx-3650P
- Casio Graph 25
- Casio Graph 25+
- Casio Graph 35
- Casio Graph 35+
- Casio Graph 60 (anciennement CFX-9940GT)
- Casio Graph 65
- Casio Graph 75
- Casio Graph 80 (anciennement CFX-9990GT)
- Casio Graph 85
- Casio Graph 85 SD
- Casio Graph 90+
- Casio Graph 100
- Casio Graph 100+
- Casio ClassPad 300
- Casio ClassPad 300+

### Calculatrices perfectionnées
Cette calculatrice en mode examen a en plus de la led un message pour confirmer le mode examen. Casio ClassPad 400+e

### Calculatrices classiques
- Casio 14-A
- Casio HS-008VER
- Casio SL-100VER
- Casio SL-160VER
- Casio SL-300VER
- Casio SL-790VER
- Casio HL-820VER
- Casio HL-825VER
- Casio HS-087TER
- Casio SL-307TER
- Casio SL-310TER
- Casio SL-320TER
- Casio SL-160ER
- Casio SL-310ER
- Casio SL-790ER
- Casio fx-92 Collège II
- Casio fx-92 Collège III

### Calculatrices imprimantes
- Casio FR-2650T
- Casio DR-320ER
- Casio HR-200TER
- Casio HR-150TER
- Casio HR-008TER

### Calculatrices USB
- Casio JZ-20 ER
- Casio JZ-12 ER

## Listes des montres

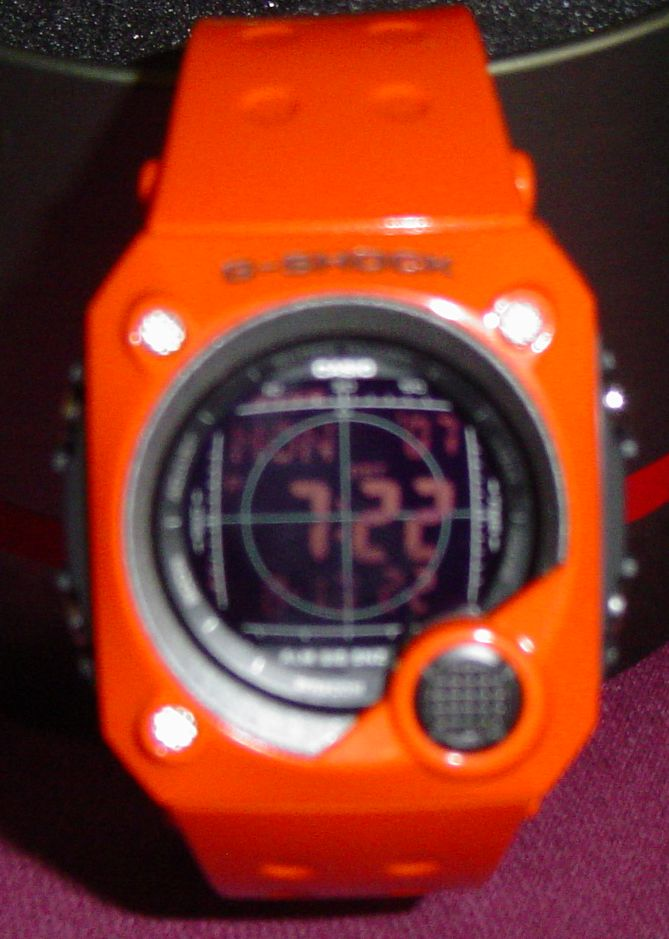
Casio G-Shock G-8000
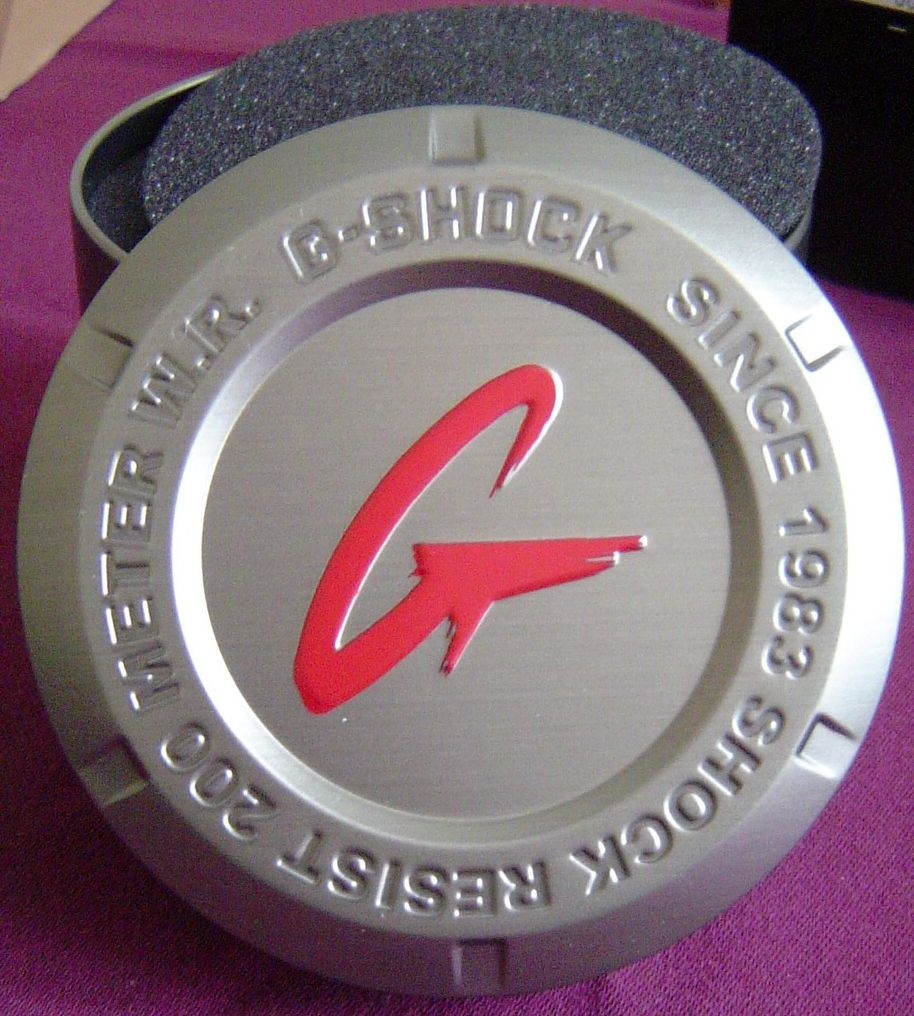
Boitier d'une Casio G-Shock
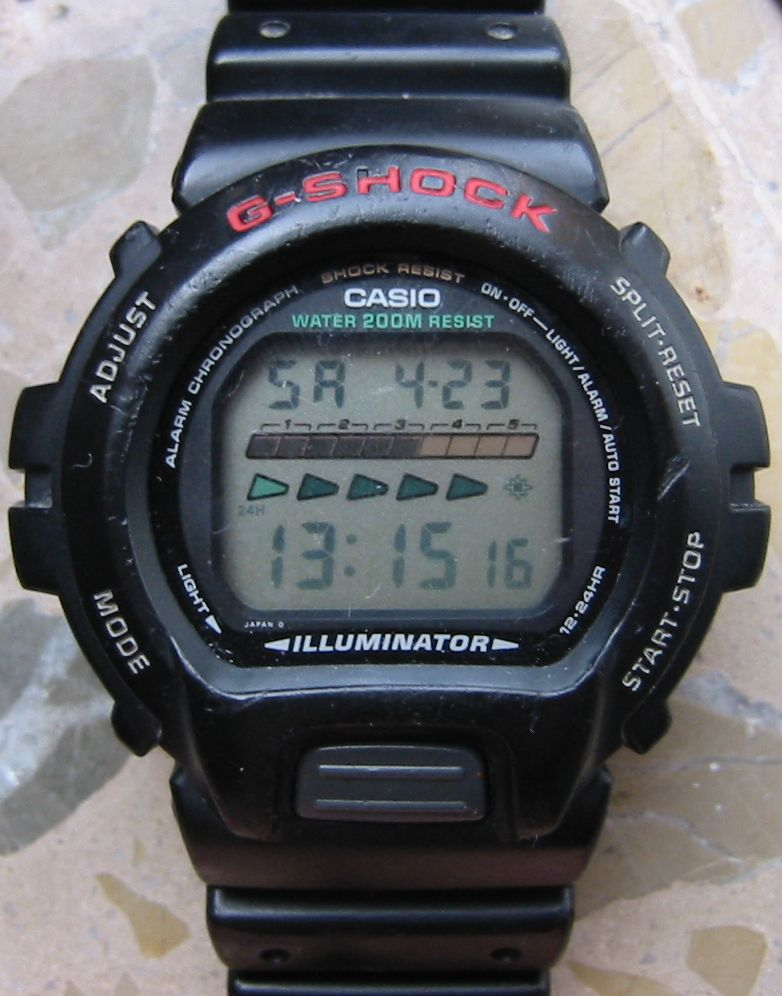
Casio G-Shock
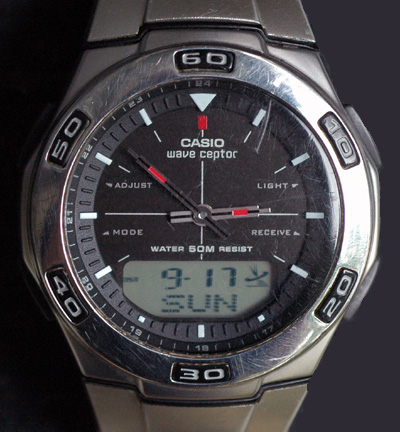
Casio Waveceptor
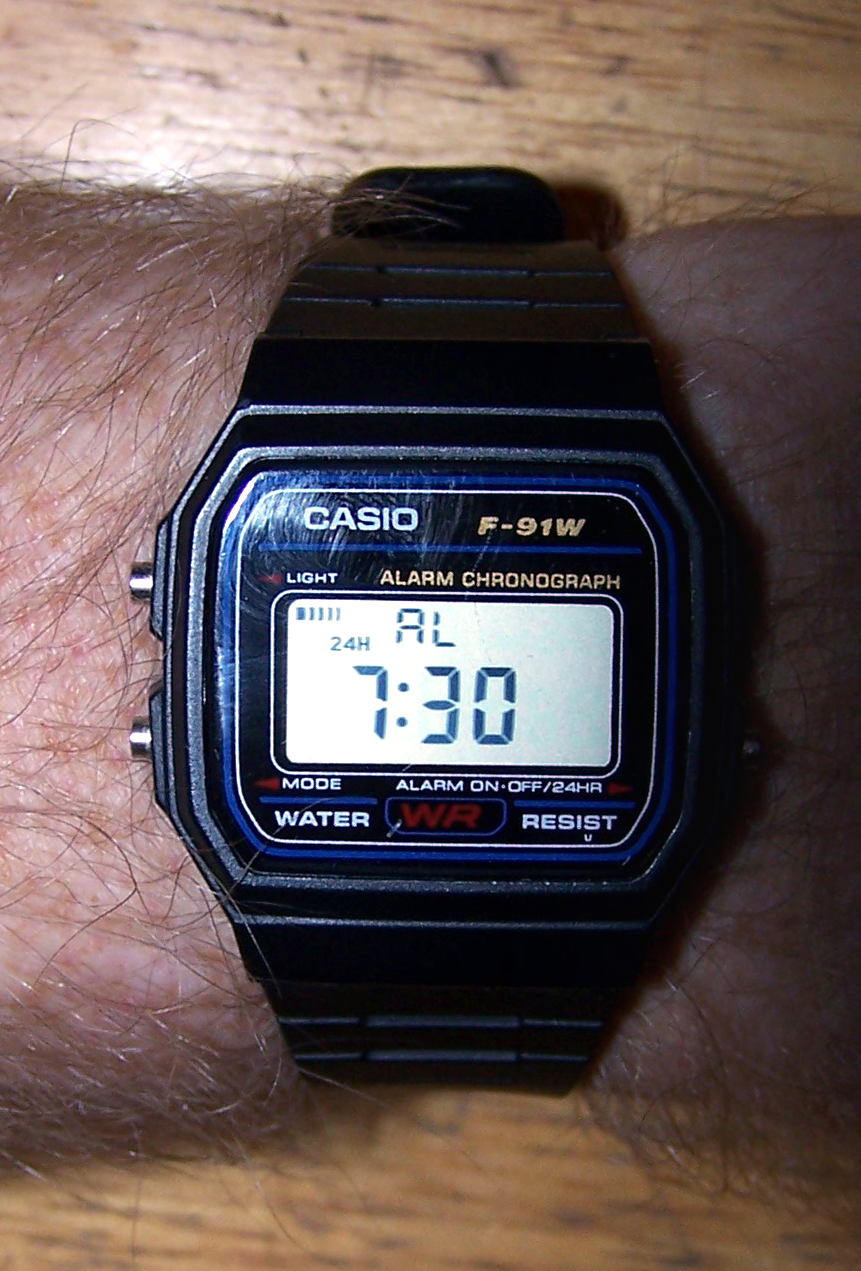
Casio f91w
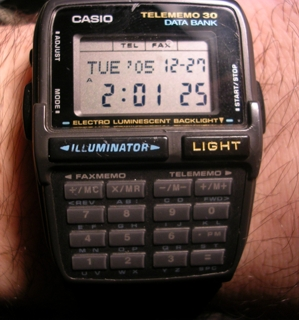
Casio Databank calculator
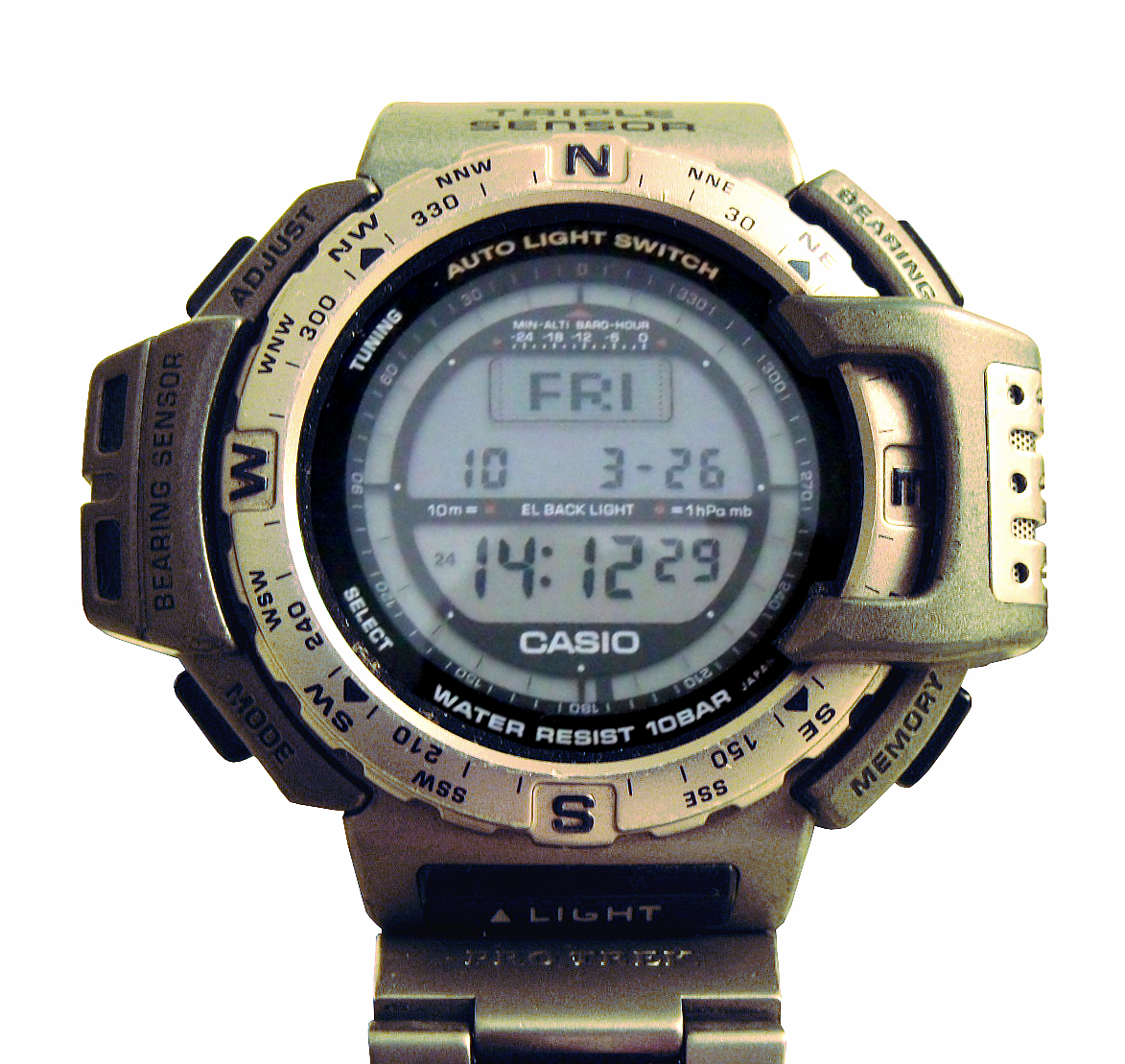
Casio Triple Sensor Pro Trek

### Montre G-Shock
- DW-5600
- G-2800
- G-2900
- G-300
- G-303
- G-350
- G-353
- G-510
- G-511
- G-520
- G-521
- G-531
- G-600
- G-601
- G-610
- G-611
- G-700
- G-701
- G-7100
- G-7300
- G-7302
- G-731
- G-7500
- G-7600
- G-8000
- GL-7500
- GW-1200
- GW-1210
- GW-1400
- GW-300
- GW-500
- GW-600
- GW-700
- MTG-900
- MTG-930

### Montre Baby-G
- BG-1200
- BG-1201
- BG-166
- BG-169
- BG-173
- BG-174
- BG-178
- BG-180
- BG-184
- BG-187
- BG-188
- BG-189
- BG-190
- BG-61
- MSG-160
- MSG-1010

### Montre Waveceptor
- WV-56
- WV-57
- WVA-104
- WVA-105
- WVA-106
- WVA-420
- WVA-430
- WVA-440
- WVA-510
- WVH-100
- WVH-500
- WVQ-200
- WVQ-201
- OCW-500
- OCW-510
- OCW-520
- OCW-520TDE

### Montre Felite
- LWA-100
- LWA-110
- LWQ-200
- LWQ-300

### Montre Sport
- PRG-40
- PRG-50
- PRG-60
- PRG-70
- PRG-80
- PRT-2
- PRT-410
- PRT-41
- SPF-100
- SPF-40
- SPF-60
- SPF-70
- SPS-300
- OC-505
- CHR-100
- CHR-200
- STR-101
- STR-111
- STR-300
- STR-500
- STR-600
- STR-800
- STR-900

### Montre Édifice
- EF-106
- EF-114
- EF-121
- EF-122
- EF-123
- EF-124
- EF-302
- EF-304
- EF-306
- EF-307
- EF-308
- EF-309
- EF-310
- EF-314
- EF-315
- EF-501
- EF-502
- EF-503
- EF-504
- EFA-105
- EFA-106
- EFA-107
- EFA-109
- EFA-110
- EFA-111
- EFA-112
- EFA-113
- EFA-114
- EFA-115
- EFA-116
- EFD-102
- EFR-501

### Collection Casio
- A164WA
- A168WA
- A178WEA
- AMW-700
- AQ-150
- AQ-160
- AQ-161
- AQ-230
- AW-48
- AW-49
- AW-80
- AW-81
- AW-E10
- AW-S90
- BEL-101
- BEL-102
- BEM-100
- BEM-101
- BEM-102
- BEM-103
- BEM-300
- CMD-40
- DB-36
- DB-37
- DB-E30
- EDB-600
- F-105
- F-200
- F-201
- F-91
- HDA-600
- HDC-600
- HDD-600
- HS-30
- HS-3
- HS-6
- LA-201
- LAW-20
- LAW-21
- LAW-22
- LAW-23
- LAW-24
- LAW-25
- LIN-163
- LIN-164
- LIN-165
- LIN-166
- LIN-167
- LIN-168
- LIN-169
- LIN-173
- LIN-301
- LQ-124
- LTP-1154
- LTP-1235
- LTP-1259
- LTP-1260
- LTP-1261
- LTP-1262
- LTP-1263
- LTP-1264
- LW-200
- LW-201
- LW-22
- LW-23
- LW-24
- LX-58
- LX-600
- MDA-S10
- MDA-S11
- MQ-24
- MTA-1000
- MTD-1053
- MTP-1154
- MTP-1191
- MTP-1200
- MTP-1235
- MTP-1258
- MTP-1259
- MTP-1260
- MTP-1261
- MTP-1262
- MTP-1263
- MTP-1264
- MW-59
- MW-600
- OC-110
- OC-501
- SHN-121
- SHN-122
- SHN-141
- SHN-142
- W-201
- W-210
- W-42
- W-43
- W-57
- W-59
- W-720
- W-728
- W-729
- W-732
- W-733
- W-752
- W-753
- W-87
- W-92
- W-93
- W-94
- W-96
- W-E11
- WL-S21
- WS-110
- WS-300

## Liste des appareils photo

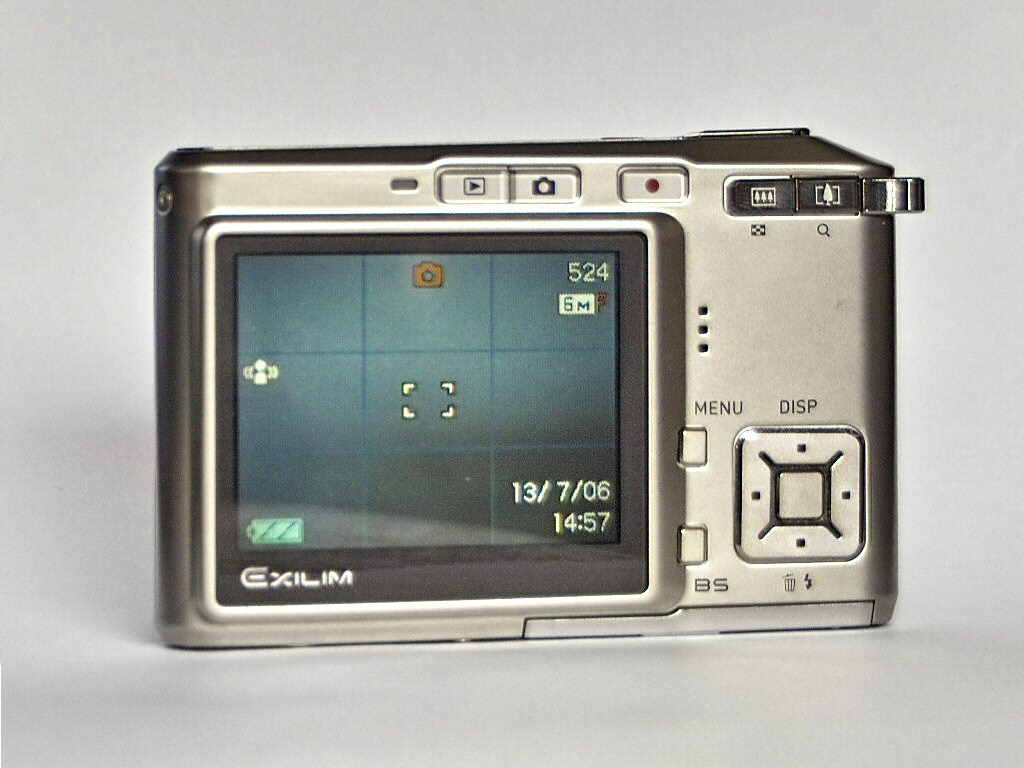
Casio Exilim EX-S600

### Gamme QV
- QV-100
- QV-10A
- QV-11
- QV-120
- QV-200
- QV-2000UX
- QV-2300UX
- QV-2800UX
- QV-2900
- QV-300
- QV-3000UX
- QV-3500
- QV-4000
- QV-5000SX
- QV-5500SX
- QV-5700
- QV-70
- QV-700
- QV-7000SX
- QV-770
- QV-780
- QV-8000SX

### Gamme QV-R
- QV-R3
- QV-R4
- QV-R40
- QV-R41
- QV-R51
- QV-R52
- QV-R61
- QV-R62
- QV-R61

## Liste des téléphones mobiles

Portable Casio
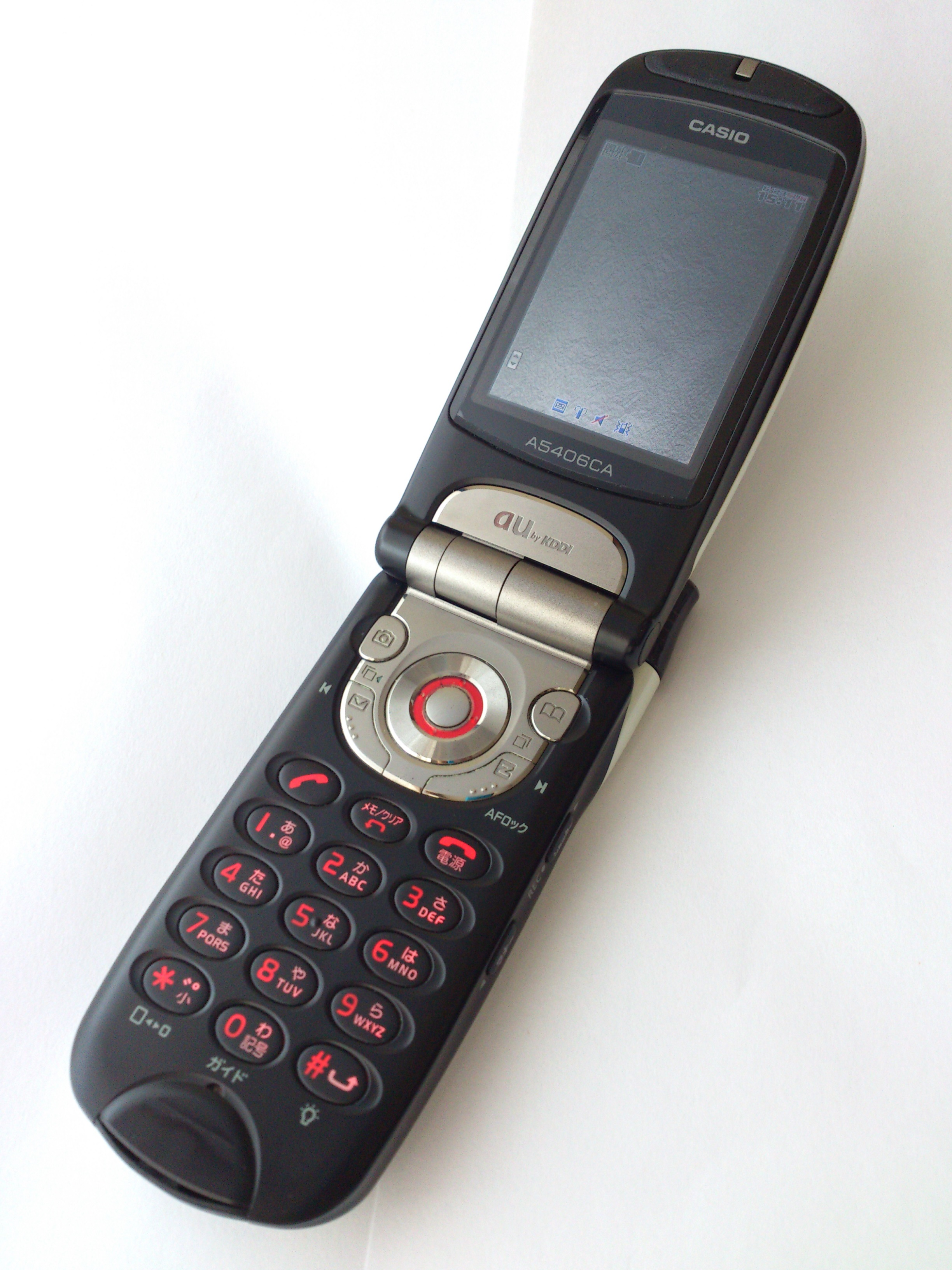
Portable Casio
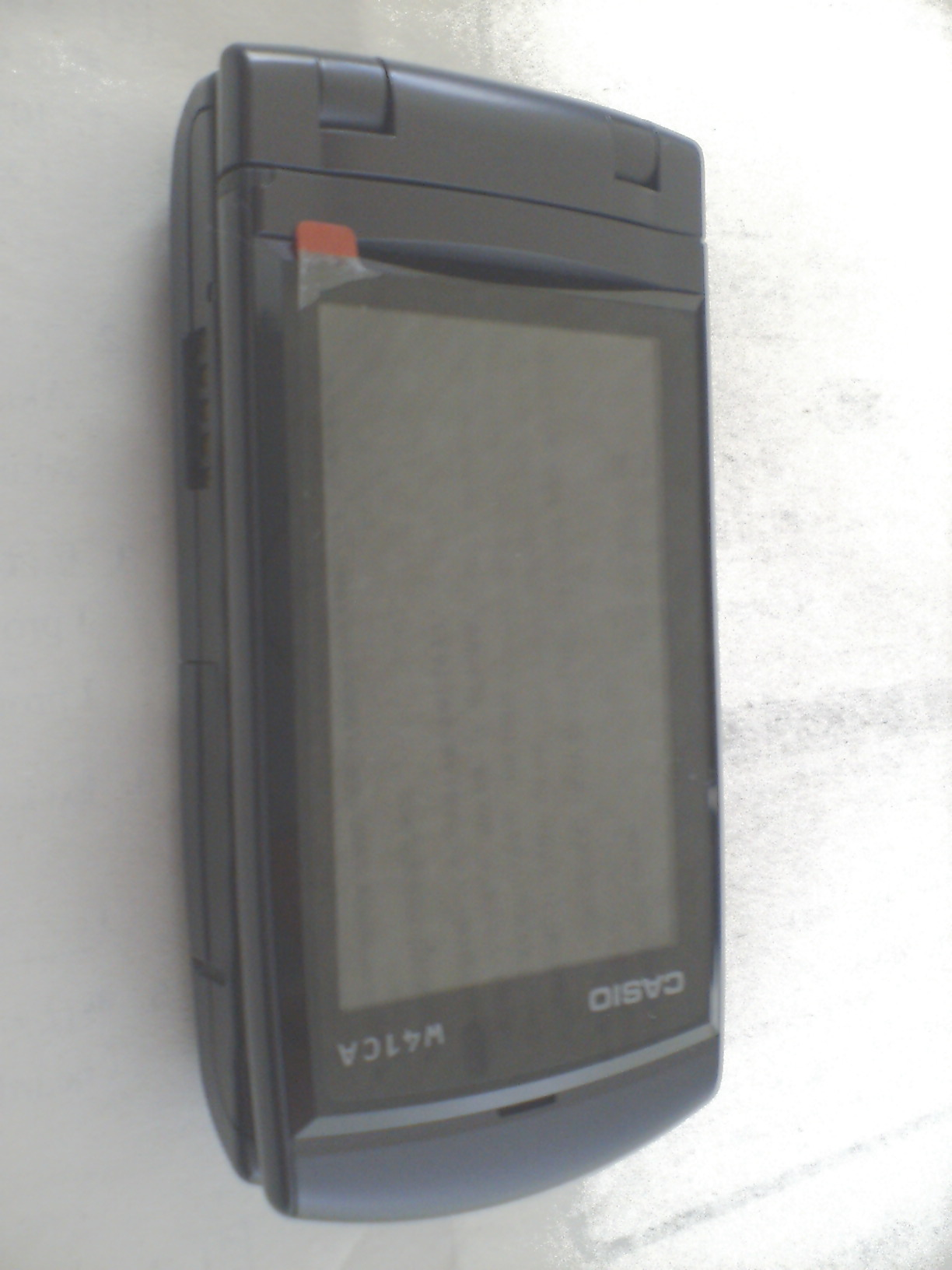
Portable Casio
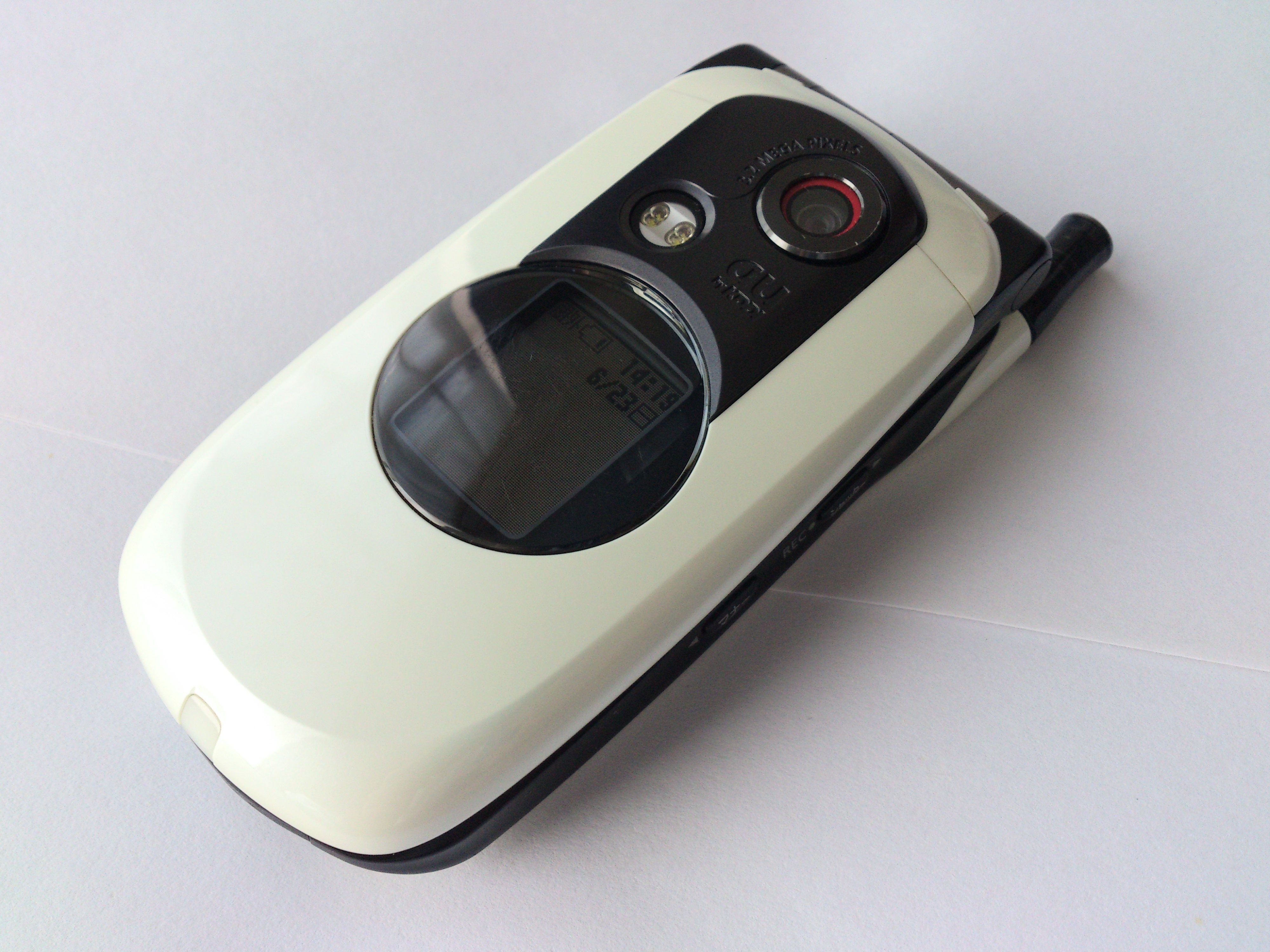
Portable Casio

## Liste des vidéoprojecteurs
- XJ-560
- XJ-460
- XJ-450
- XJ-360
- XJ-350
- YC-400

## Liste des imprimantes

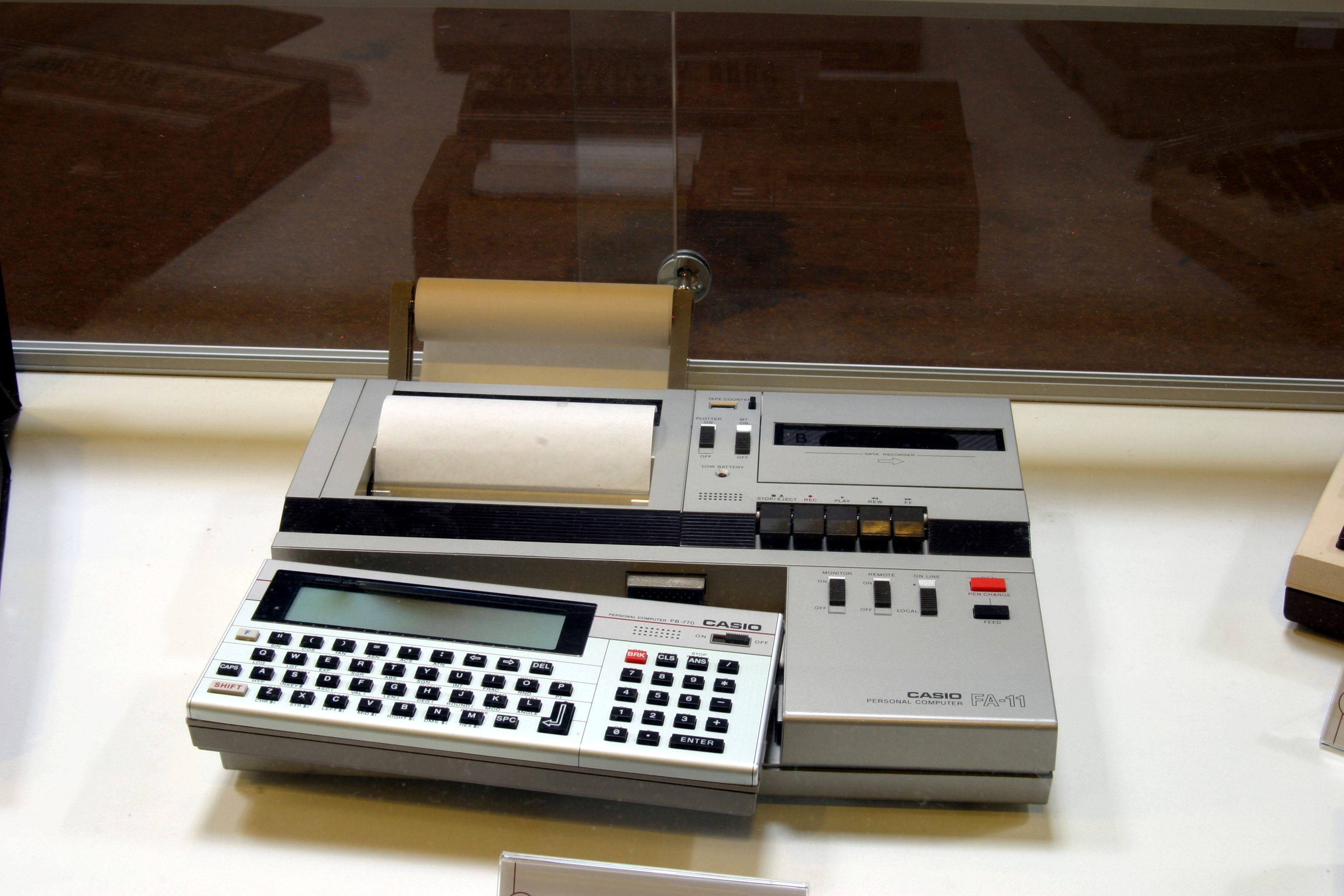
imprimante

- FP-10
- FP-12
- FP-12S
- FP-12T
- FP-40
- FP-100
- FA-10
- FA-11
- FA-20

## Liste des magnétophones
- FA-1
- FA-2
- FA-3
- FA-4
- FA-5
- FA-6
- FA-7
- FA-10
- FA-11
- FA-20
- CM-1
- KR-7
- MD-100
- MD-110

## Liste des systèmes d'étiquetage
- CW-L300
- KL-780
- KL-60
- CW-75

## Liste des ordinateurs de poche
- Al-1000
- IT-10
- DT-X5
- IT-3000
- DT-X10M10E
- DT-X10M30E
- IT-500
- DT-900
- EG-800
- DT-810
- DT-810GSM/GPRS
- IT-700RF
- IT-70
- IT-2000D33

## Liste des réveils-matin

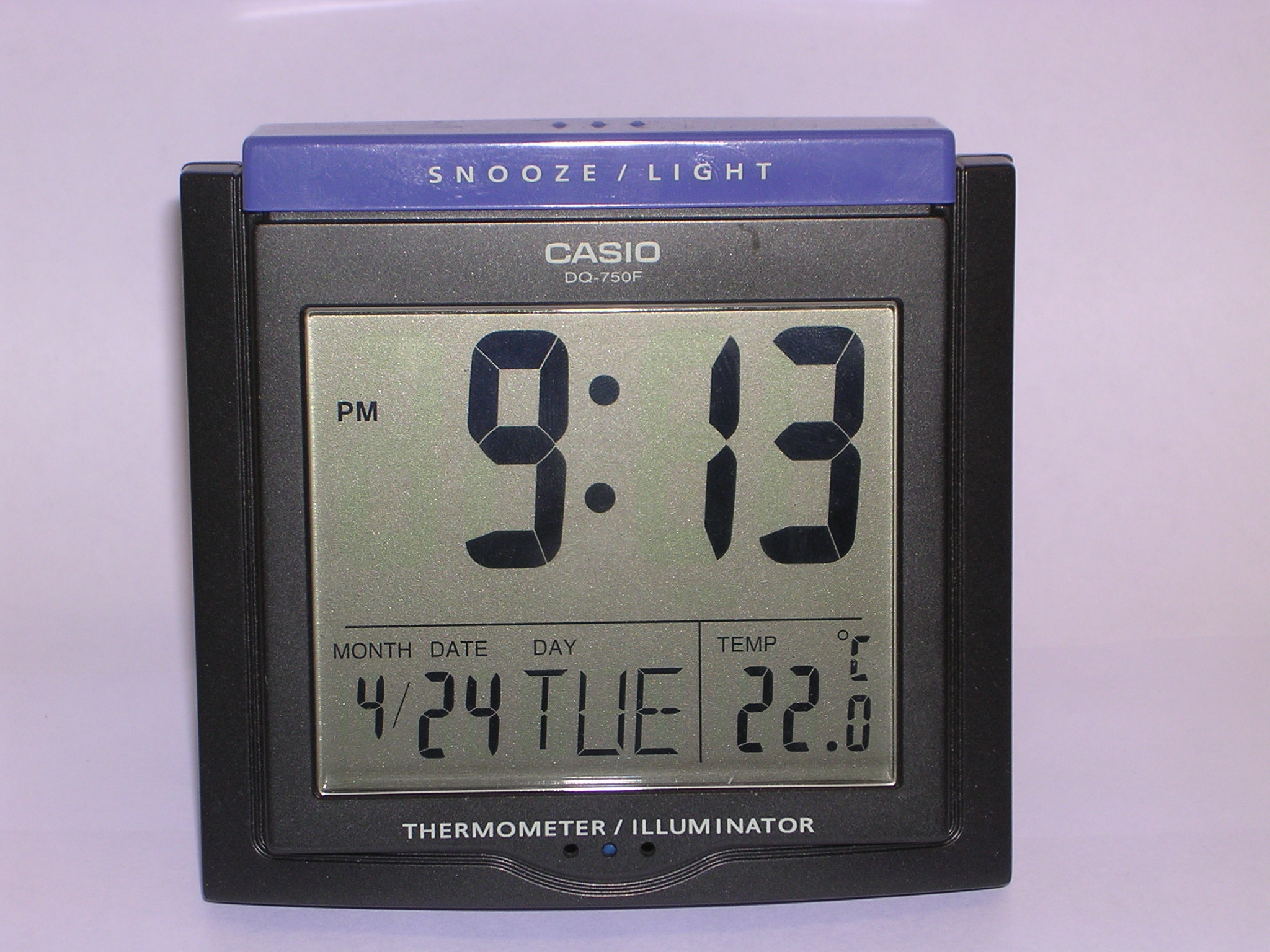
Casio DQ 750

- DQD-70B
- DQD-103
- DQD-110
- DQD-120
- DQD-203
- DQD-70
- DQR-100
- DQR-300
- ID-25
- IDR-200
- DQ-542
- DQ-543
- DQ-545
- DQ-583
- DQ-584
- DQ-683
- DQ-750
- PQ-30
- PQ-31
- PQ-32
- TQ-140
- TQ-141
- TQ-142
- TQ-143
- TQ-218
- TQ-228
- TQ-266
- TQ-267
- TQ-318
- TQ-358
- TQ-359

## Liste des instruments de musique

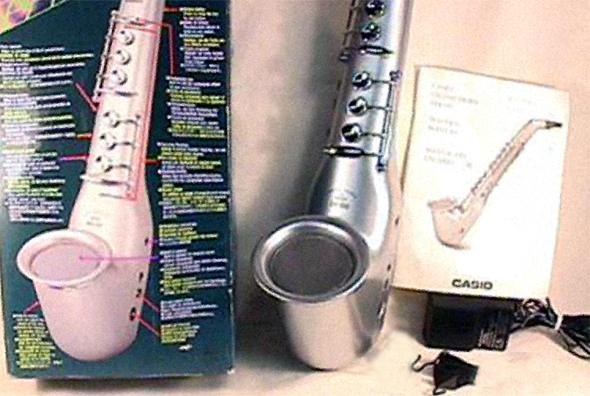
Casio dh 100
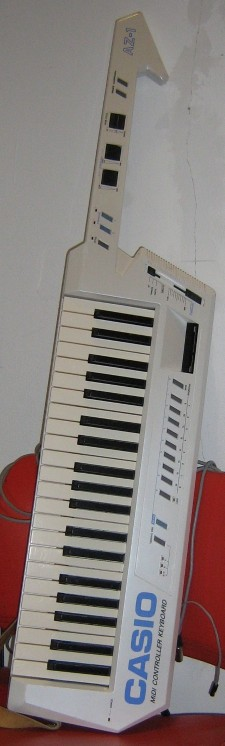
Casio AZ 1
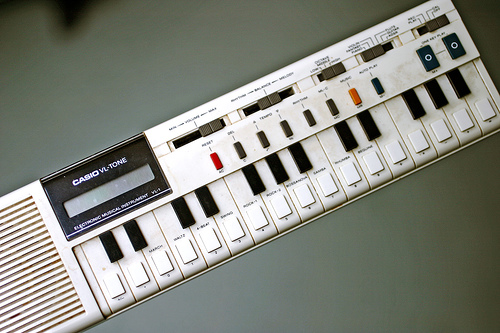
Casio Tone VL-1
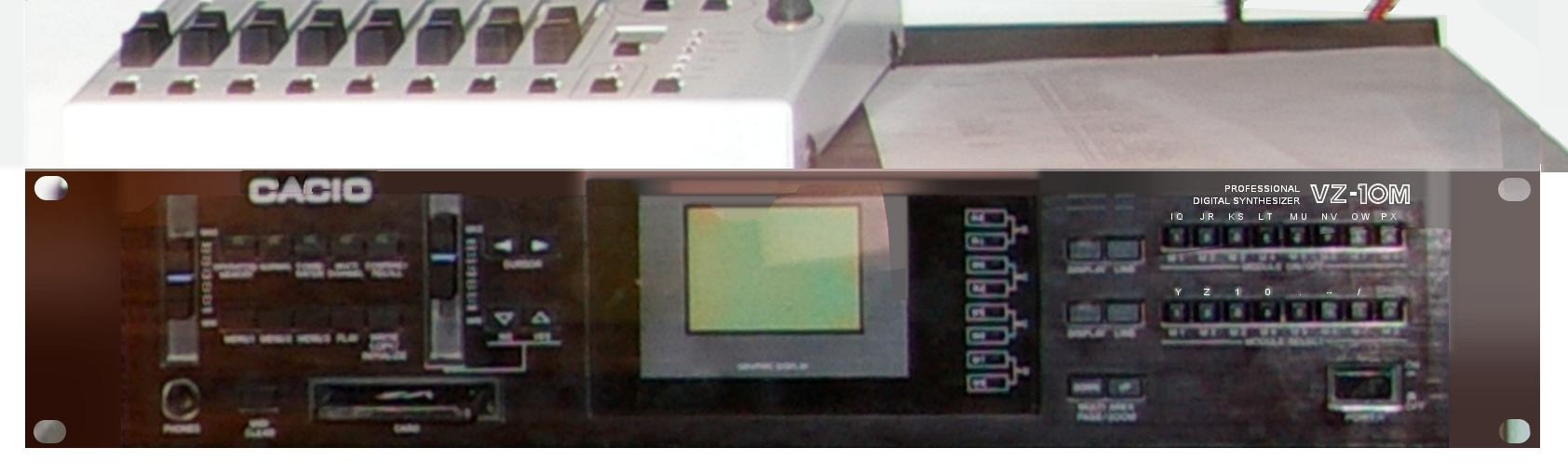
Casio VZ-10M (synthétiseur en rack)

### Galerie

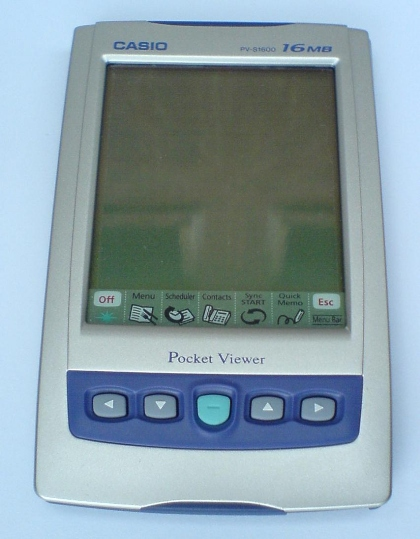
Casio PV-S1600
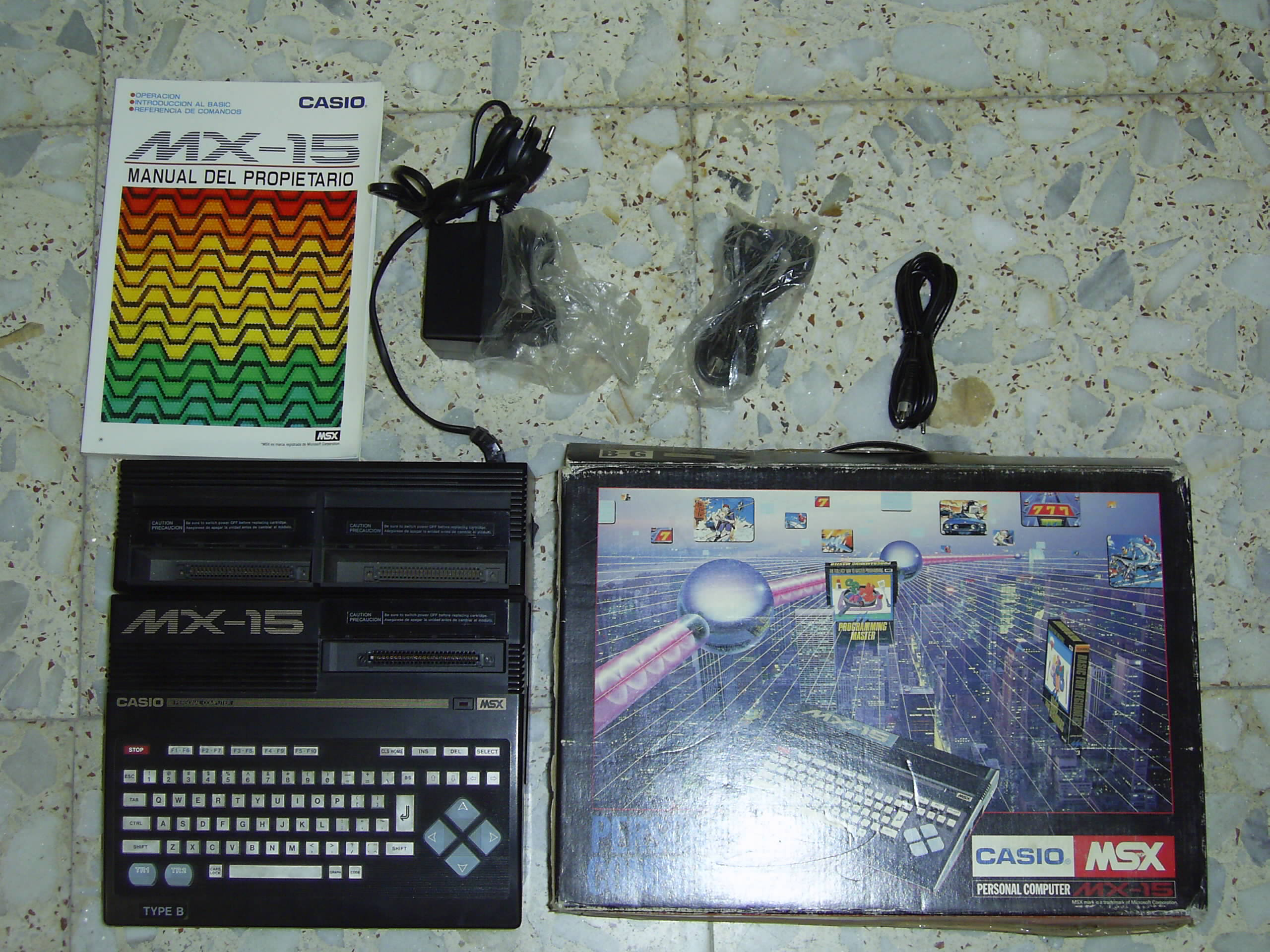
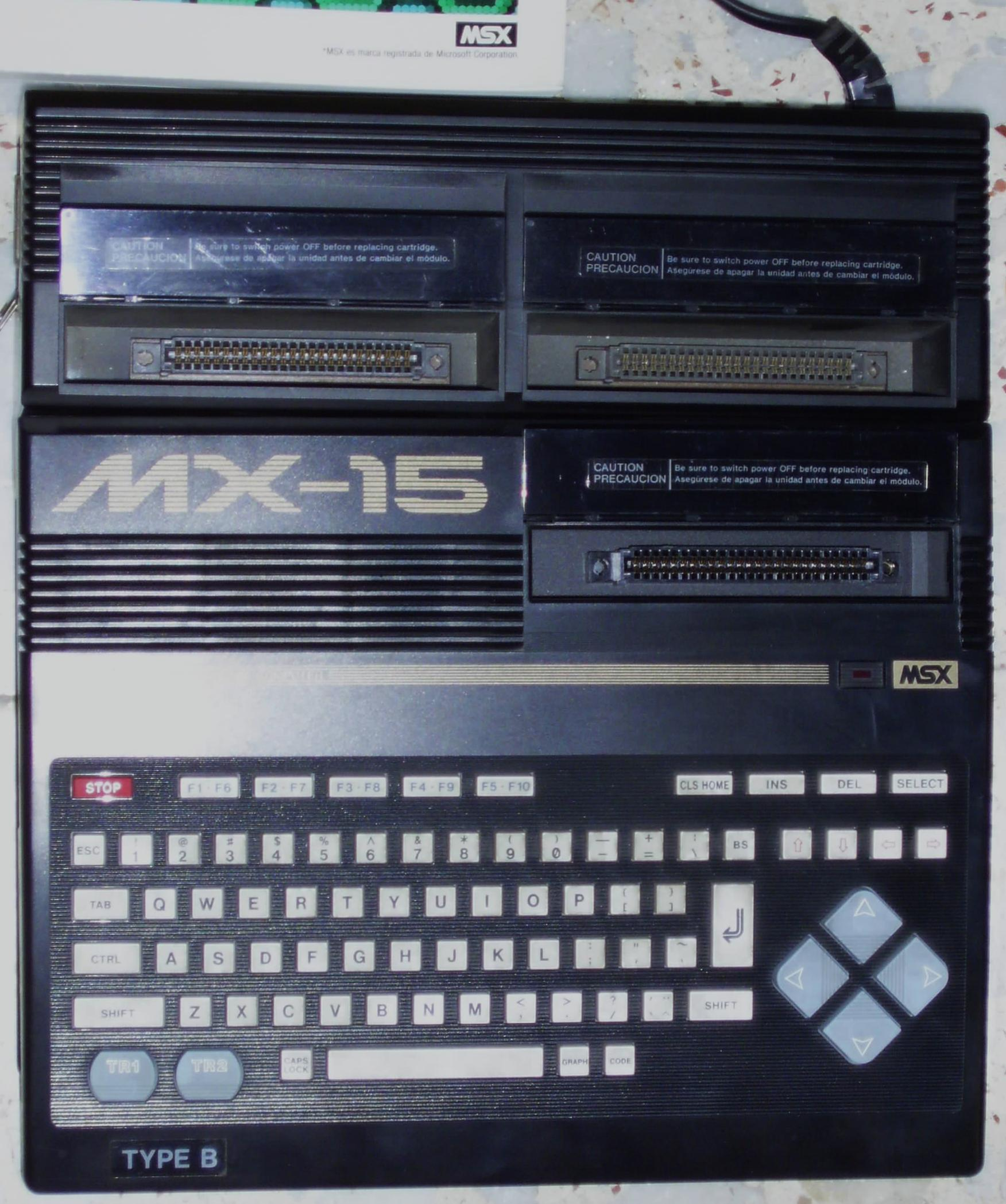
Casio MX15